# Satolep Sambatown
Satolep Sambatown é um álbum do cantor, compositor e escritor gaúcho Vítor Ramil e do percussionista carioca Marcos Suzano.

## Músicas
- Todas as faixas compostas por Vitor Ramil, exceto onde anotado.

1. "Livro Aberto"
2. "Invento"
3. "Viajei"
4. "Que Horas Não São?' - com Kátia B
5. "O Copo e a Tempestade"
6. "A Zero por Hora" - com Jorge Drexler
7. "12 Segundos de Oscuridad" (Vitor Ramil/Jorge Drexler)
8. "A Ilusão da Casa"
9. "Café da Manhã (D'après Prevért)"
10. "A Word Is Dead" (Vitor Ramil/Emily Dickinson)
11. "Astronauta Lírico"

## Músicos
- Vitor Ramil - violões de aço e nylon, tambura uruguaia, voz e vocais
- Marcos Suzano - percussão, ritmo, arpejadores e efeitos eletrônicos

## Prêmios e indicações

### Prêmio Açorianos
| Ano  | Categoria    | Indicação                        | Resultado |
| ---- | ------------ | -------------------------------- | --------- |
| 2007 | Disco de MPB | Satolep Sambatown (com Edi Rock) | Venceu    |